# Vouharte
 Vouharte  es una población y comuna francesa, en la región de Poitou-Charentes, departamento de Charente, en el distrito de Angoulême y cantón de Saint-Amant-de-Boixe.

## Demografía
| 259 | 280 | 313 | 340 | 339 | 330 |
| Para los censos de 1962 a 1999 la población legal corresponde a la población sin duplicidades (Fuente: INSEE [Consultar]) |     |     |     |     |     |